# Trigonaal bipiramidale moleculaire geometrie
In de scheikunde verwijst een trigonaal bipiramidale moleculaire geometrie ernaar dat een molecuul een geometrie heeft, waarbij een centraal atoom door vijf andere atomen is omringd, die op de hoekpunten van een driehoekige bipiramide liggen. Het is geen echte driehoekige bipiramide, omdat de bindingen niet allemaal evenwaardig zijn: de drie equatoriale binding zijn korter dan de twee axiale bindingen. Fosforpentafluoride en fosforpentachloride hebben deze moleculaire geometrie. Het ion tri-jodide zou als een driehoekige bipiramide kunnen worden opgevat, maar aangezien op de equatoriale posities ervan drie vrije elektronenparen liggen, heeft het de lineaire moleculaire geometrie.
coördinatiegetal 2: 
lineair · gebogen · 
coördinatiegetal 3: 
trigonaal planair · trigonaal piramidaal · T-vormig 

coördinatiegetal 4: 
tetraëdrisch · vierkant planair · seesaw ·
coördinatiegetal 5: 
trigonaal bipiramidaal · vierkant piramidaal · pentagonaal planair 

coördinatiegetal 6: 
octaëdrisch · pentagonaal piramidaal · 
coördinatiegetal 7: 
pentagonaal bipiramidaal